# Paspalum costaricense
Paspalum costaricense är en gräsart som beskrevs av Carl Christian Mez. Paspalum costaricense ingår i släktet tvillinghirser, och familjen gräs. Inga underarter finns listade i Catalogue of Life.